# UWSGI
uWSGI یک نرم‌افزار کاربردی است که «با هدف توسعه full stack برای ساختمان خدمات میزبانی». است که پس از وب سرور رابط دروازه (WSGI) که اولین افزونه‌های پشتیبانی شده توسط این پروژه است.
uWSGI اغلب برای ارتباط بین برنامه کاربردی وب پایتون با وب سرور‌هایی مانند چروکی و Nginx استفاده می‌شود.